# Ayman Idais
Ayman Idais, noto anche con la traslitterazione Ayman Adais (in arabo أيمن دعيس‎?; Amman, 28 giugno 1978), è un ex cestista giordano.

## Carriera
Con la Giordania ha disputato i Campionati mondiali del 2010 e tre edizioni dei Campionati asiatici (2003, 2007, 2009).